# ایندزیت
ایندِزیت (به ایتالیایی: Indesit) شرکت لوازم خانگی ایتالیایی چندملیتی است، که دفتر مرکزی آن، در شهر فابریانو، استان آنکونا، ایتالیا قرار دارد.
شرکت ایندزیت، از پیشروهای تولید لوازم خانگی در اروپا است و به‌عنوان دومین تولیدکننده بزرگ لوازم خانگی مدرن در اروپا و پنجمین در جهان به‌شمار می‌آید.

## تاریخچه شرکت ایندزیت در سال ۱۹۷۵ با نام صنایع مرلونی در شهر فابریانو ایتالیا و توسطویتوریو مرلونیتأسیس گردید. در طول ۳ دهه با کسب موفقیت در صنایع و تولیدات خود، با گسترش حوزه فعالیت سیر تکاملی خود را پیموده و با رشدی چشمگیر یکی از بزرگترین تولیدکنندگانلوازم خانگیجهان به شمار می‌آید.
در طول این سال‌ها، میلیون‌ها خانواده در سراسر جهان محصولات ایندزیت را انتخاب و مورد استفاده قرار داده‌اند، که برخی شیفته نوآوری و طرح‌های گوناگون آن شده و برخی دیگر کیفیت بالای آن‌را ملاک این انتخاب گذاشته‌اند.
در گذشته بسیاری از لوازم خانگی های برند ایندزیت به ایران وارد می‌شدند. اما امروزه امکان ارسال لوازم خانگی ایندزیت از ایتالیا به ایران وجود ندارد. همچنین مونتاژ لوازم خانگی ایندزیت در ایران انجام نمی‌شود اما کشورهایی چون لهستان، ترکیه، روسیه، بریتانیا و … تولید لوازم خانگی ایندزیت را تحت لیسانس شرکت ایتالیایی انجام داده و آن را به سراسر دنیا ارسال می‌کنند.

## برندها
شرکت لوازم خانگی ایندزیت محصولات و لوازم تولیدی خود را تحت نام ۷ برند اصلی به‌فروش می‌رساند، این برندها عبارتند از:
- ایندزیت
- هات پوینت-آریستون
- شولتز
- استیلون
- اکسپریال
- الکو
- ترموگاما

## کارخانه‌های تولیدی
شرکت ایندزیت در سال ۲۰۱۱ فروشی معادل ۲٫۸ میلیارد دلار داشته‌است. این شرکت دارای ۱۶ کارخانه تولید لوازم خانگی می‌باشد، که ۸ کارخانه آن در کشور ایتالیا و در مناطق: فابریانو، آلباسینا و میلانو، برمبت، کارینارو، کامیونانزا، نونه، رفرانتولو و تیورولا قرار دارند. ۸ کارخانه دیگر ایندزیت نیز در ۴ کشور لهستان، بریتانیا، روسیه و ترکیه مستقر می‌باشند.